# Kazimierz Materski

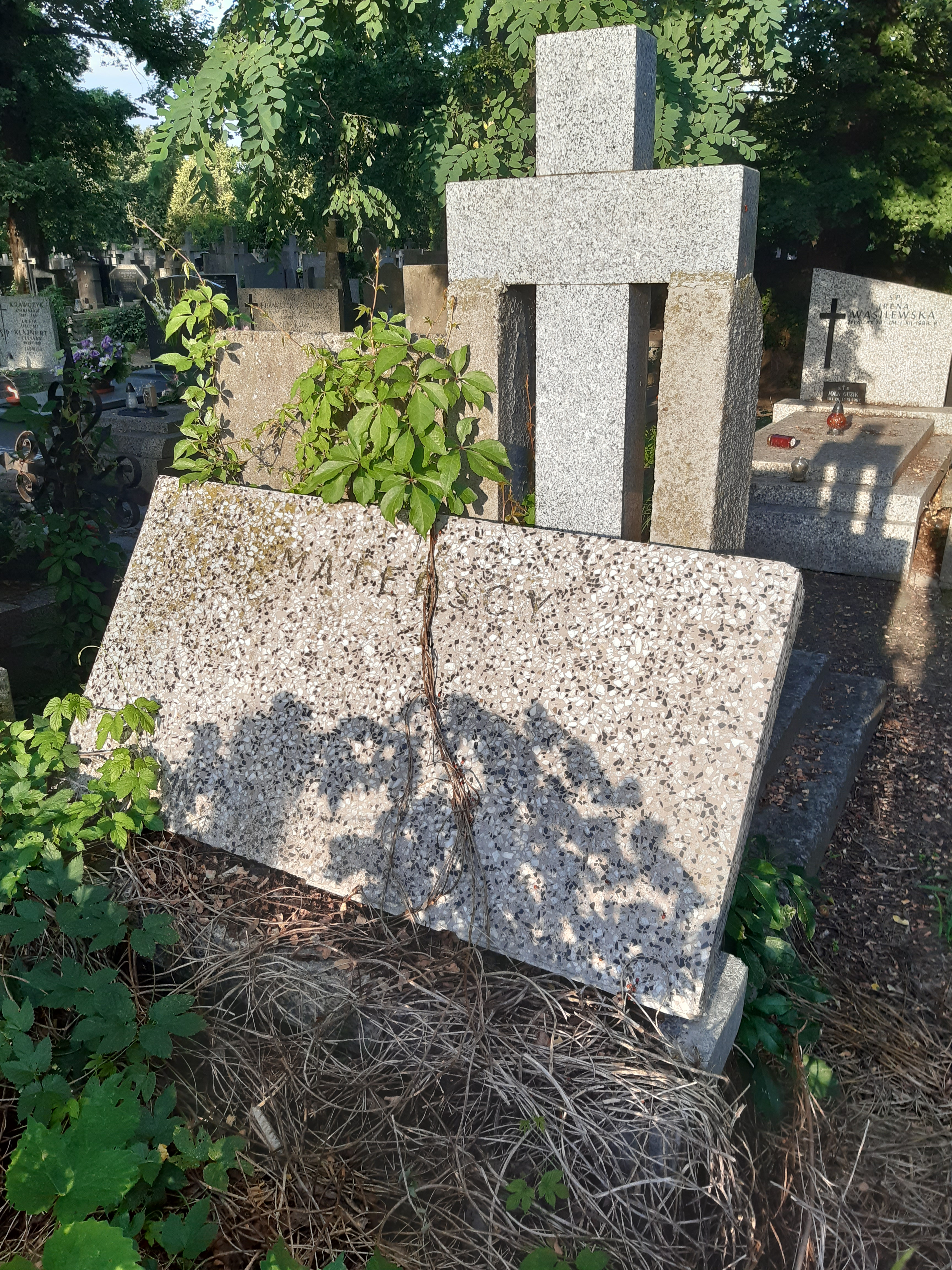
Grab des Fußballers und Eishockeyspielers Kazimierz Materski auf dem Friedhof von Bródno

Kazimierz Ładysław Materski (* 23. September 1906 in Warschau; † 3. Februar 1971 ebenda) war ein polnischer Eishockey- und Fußballspieler.

## Karriere
Kazimierz Materski spielte zunächst Fußball für Orkan Warschau, KP Legia Warschau (1925–1928) und KS Warszawianka (1929–1934). Für KP Legia Warschau kam der Mittelfeldspieler nur zu drei Einsätzen, während er für KS Warszawianka in 73 Spielen 12 Tore erzielte. 
Im Eishockey spielte er für Eishockeyabteilung von Legia Warschau, mit der er 1933 den polnischen Meistertitel gewann. Von 1936 bis 1939 lief er für den Stadtnachbarn AZS Warschau auf. Er kämpfte im September 1939 beim deutschen Überfall auf Polen und kehrte erst 1947 aus der Kriegsgefangenschaft nach Polen zurück. 

### International
Für die polnische Eishockeynationalmannschaft nahm Materski an den Olympischen Winterspielen 1932 in Lake Placid sowie den Weltmeisterschaften 1931 und 1933 teil. Zwischen 1931 und 1936 absolvierte er 28 Länderspiele für Polen, in denen er ein Tor erzielte.

## Erfolge und Auszeichnungen
- 1933 Polnischer Meister mit Legia Warschau